# Ounet
Ounet ou Ouné est un arrondissement situé dans département de l'Alibori au nord du Bénin.

## Géographie

### Administration
C'est une division administrative sous la juridiction de la commune de Banikoara. C'est un arrondissement qui comprend cinq villages : Ounet A, Ounet B, Ounet-Peulh, Sonnou-Bariba, Sonnou-Peulh,,,,,.

## Population et Société
Sa population s'élevait à 20920 habitants selon un rapport de février 2016 de l'Institut National de la Statistique et de l'Analyse Économique (INSAE) du Bénin intitulé Effectifs de la population des villages et quartiers de ville du Bénin (RGPH-4, 2013).